# 相川ナナ
相川 ナナ（あいかわ なな、1981年11月17日 - ）は、埼玉県出身のセクシータレント・レースクイーン。
office ai所属。愛称は「ななちゃん」。

## 人物
- 趣味はお菓子作り・美容。
- 特技は看病・からだが柔らかい・えびぞり
- 好きな色はピンク。
- 過激な露出をウリにした、着エロの分野で活動していた。
- 元看護師

## 出演

### レースクイーン
- SUPER 耐久「ホンダカーズ東京with G/MOTION」（2010年）[1]

### テレビ
- 『ぷっ』すま

### DVD
- NN 〜エロかっこいい女

### 雑誌
- ギャルズパラダイス

### ラウンドガール
- スマックガールラウンドガール